# Banda B
En fotometría, se conoce como Banda B a parte del espectro electromagnético filtrada por el filtro B Johnson, de color azul: el pico de transmisión está situado hacia los 430 nanómetros (color azul). Corresponde de modo muy aproximado a la  sensibilidad de una placa fotográfica; fotométricamente es muy similar a la magnitud fotográfica (mpg) de las placas fotográficas, mucho más sensibles a la luz de onda corta (violeta y azul) que a la onda media (verde) o larga (amarillo, naranja y rojo).
Dentro del sistema fotométrico UBV, o de Johnson, la Banda B es la que posee de una longitud de onda intermedia de las tres originales: U (ultravioleta), B (azul) y V (verde o visual); es más corta que la del filtro V (Banda V) pero más larga que la del U.
El resultado de restar la magnitud obtenida por la Banda B con la obtenida por la Banda V proporciona el índice de color B-V, utilizado en astronomía para determinar el color propio de los astros y su temperatura superficial.